# مارتینا میچلی
مارتینا می‌چلی (ایتالیایی: Martina Miceli؛ زادهٔ ۲۲ اکتبر ۱۹۷۳) بازیکن واترپلو اهل ایتالیا است.
وی در مسابقات کشوری و بین‌المللی در مجموع برندهٔ ۴ مدال طلا، ۲ مدال نقره، ۱ مدال برنز شده‌است.